# Mathilde Armitano
Mathilde Armitano (* 4. Juni 1997) ist eine ehemalige französische Tennisspielerin.

## Karriere
Armitano begann mit fünf Jahren mit dem Tennisspielen und bevorzugte Rasenplätze. Sie spielte vorrangig Turniere des ITF Women’s Circuit, wo sie zwei Einzel- und sechs Doppeltitel gewonnen hat.

## Turniersiege

### Einzel
| Nr. | Datum         | Turnier                 | Kategorie   | Belag     | Finalgegnerin | Ergebnis      |
| --- | ------------- | ----------------------- | ----------- | --------- | ------------- | ------------- |
| 1.  | 29. Juli 2018 | Les Contamines-Montjoie | ITF $15.000 | Hartplatz | Pauline Payet | 1:6, 6:4, 6:3 |
| 2.  | 21. Juli 2019 | Dijon                   | ITF $15.000 | Hartplatz | Susanne Celik | 6:1, 6:3      |

### Doppel
| Nr. | Datum             | Turnier          | Kategorie   | Belag        | Partnerin        | Finalgegnerinnen                    | Ergebnis           |
| --- | ----------------- | ---------------- | ----------- | ------------ | ---------------- | ----------------------------------- | ------------------ |
| 1.  | 12. Dezember 2015 | Port El-Kantaoui | ITF $10.000 | Hartplatz    | Valentine Bacher | Darja Tscharnjazowa Marta Paigina   | 6:3, 6:2           |
| 2.  | 12. November 2016 | Solarino         | ITF $10.000 | Teppich      | Elixane Lechemia | Deborah Chiesa Maria Masini         | 7:5, 6:1           |
| 3.  | 23. Dezember 2017 | Hammamet         | ITF $15.000 | Sand         | Audrey Albié     | Claudia Giovine Giorgia Marchetti   | 6:2, 6:4           |
| 4.  | 3. März 2018      | Mâcon            | ITF $15.000 | Hartplatz    | Elixane Lechemia | Manon Arcangioli Diāna Marcinkēviča | 6:1, 3:6, [10:8]   |
| 5.  | 14. Juli 2018     | Setubal          | ITF $25.000 | Hartplatz    | Elixane Lechemia | Tereza Mihalíková Julia Terziyska   | 6:75, 6:3, [13:11] |
| 6.  | 16. März 2019     | Gonesse          | ITF $15.000 | Sand (Halle) | Elixane Lechemia | Tayisiya Morderger Yana Morderger   | 7:61, 7:5          |